# 任果
任果，字静鸾，南北朝時代南安郡人，南朝梁龍驤将軍、沙州刺史、新巴县公任褒之子。
西魏废帝元年（552年），任果归顺西魏。受到宇文泰礼遇，进献奪取蜀地的方略。被任命为使持節、車騎大将軍、儀同三司、大都督、散騎常侍、沙州刺史，封南安县公。尉迟迥伐蜀，任果在長安，派遣弟弟任岱、儿子任悛从军。益州未下，宇文泰命任果回到南安郡，率领乡兵二千人，跟随尉迟迥出征。進位驃騎大将軍、開府儀同三司。南梁蕭紀派遣赵拔扈等率兵三万来援成都，任果跟随尉迟迥将其击破。平定成都后，任果担任始州刺史。请求入朝，宇文泰同意，进爵安乐郡公，赐以铁券，可以世袭。并赐路车、驷马及仪卫等。之后被刺客殺害，享年五十六岁。